# Bembradium furici
Bembradium furici is een straalvinnige vissensoort uit de familie van diepwaterplatkopvissen (Bembridae). De wetenschappelijke naam van de soort is voor het eerst geldig gepubliceerd in 1979 door Fourmanoir & Rivaton.